# Algersallat
Algersallat (Fedia cornucopiae) är en kaprifolväxtart som först beskrevs av Carl von Linné, och fick sitt nu gällande namn av Gaertner. Enligt Catalogue of Life ingår Algersallat i släktet fedior och familjen kaprifolväxter, men enligt Dyntaxa är tillhörigheten istället släktet fedior och familjen kaprifolväxter. Arten förekommer tillfälligt i Sverige, men reproducerar sig inte. Utöver nominatformen finns också underarten F. c. scorpioides.

## Bildgalleri

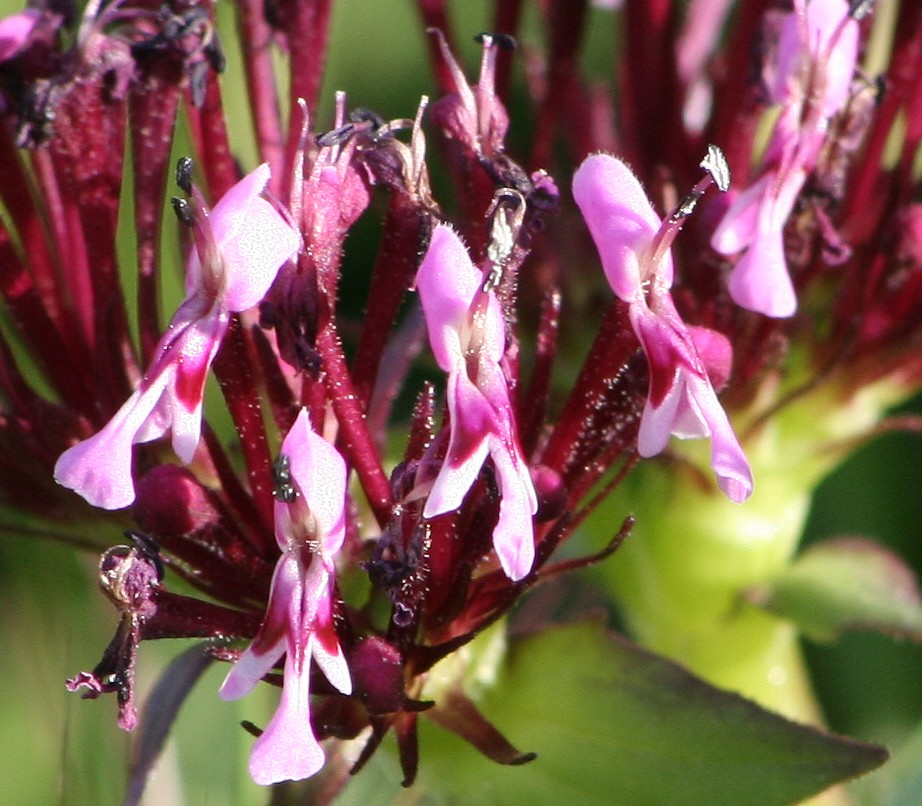
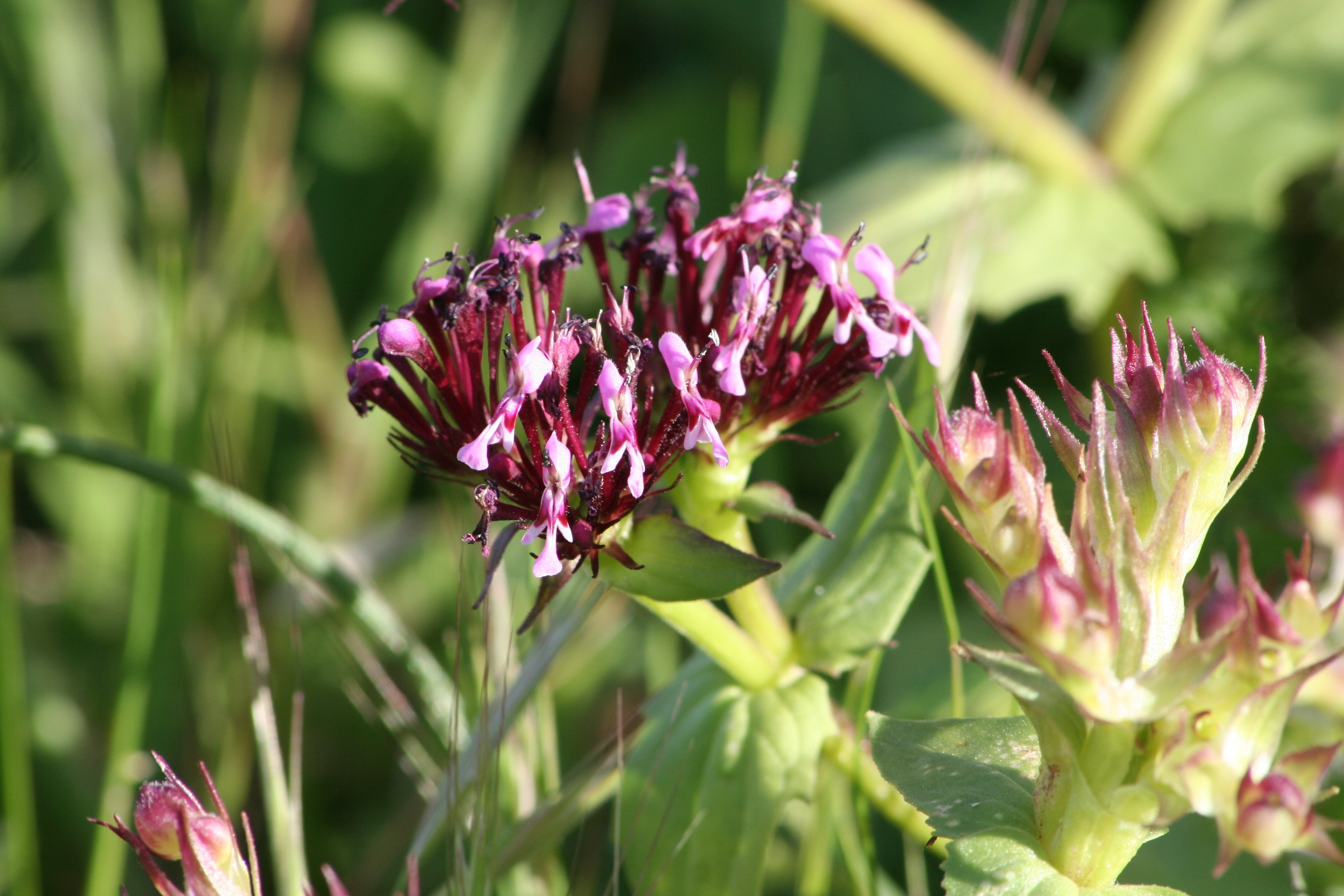
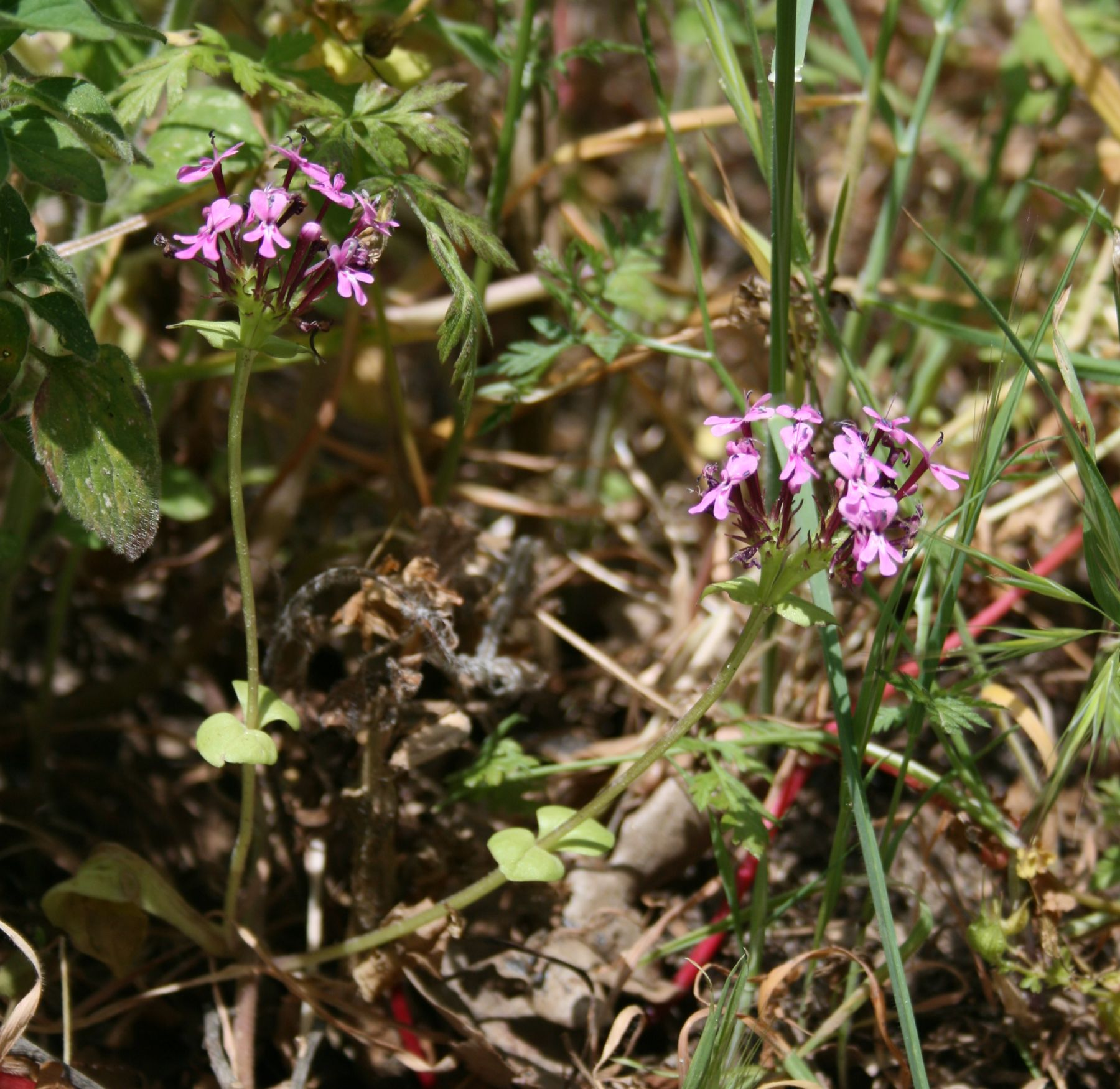
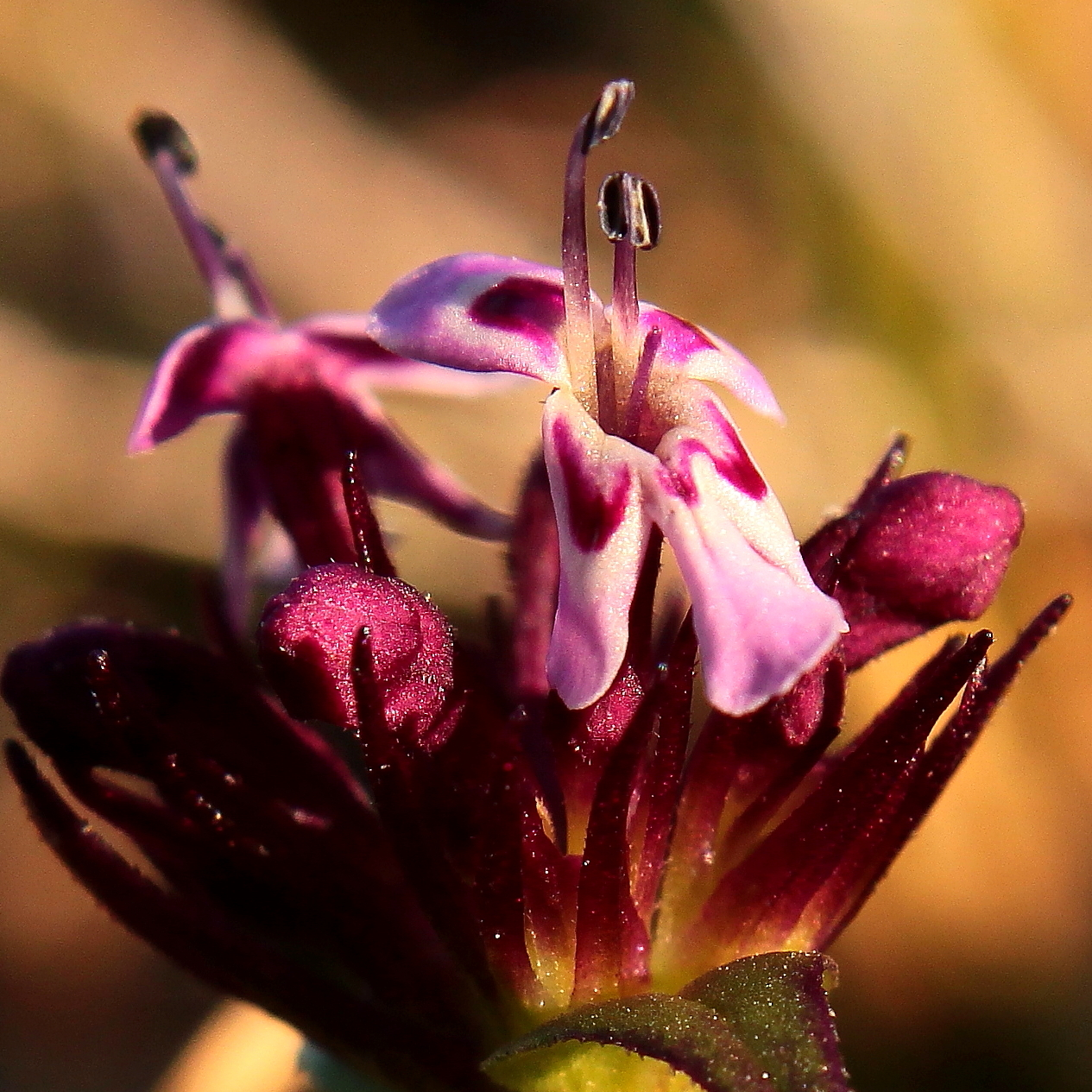
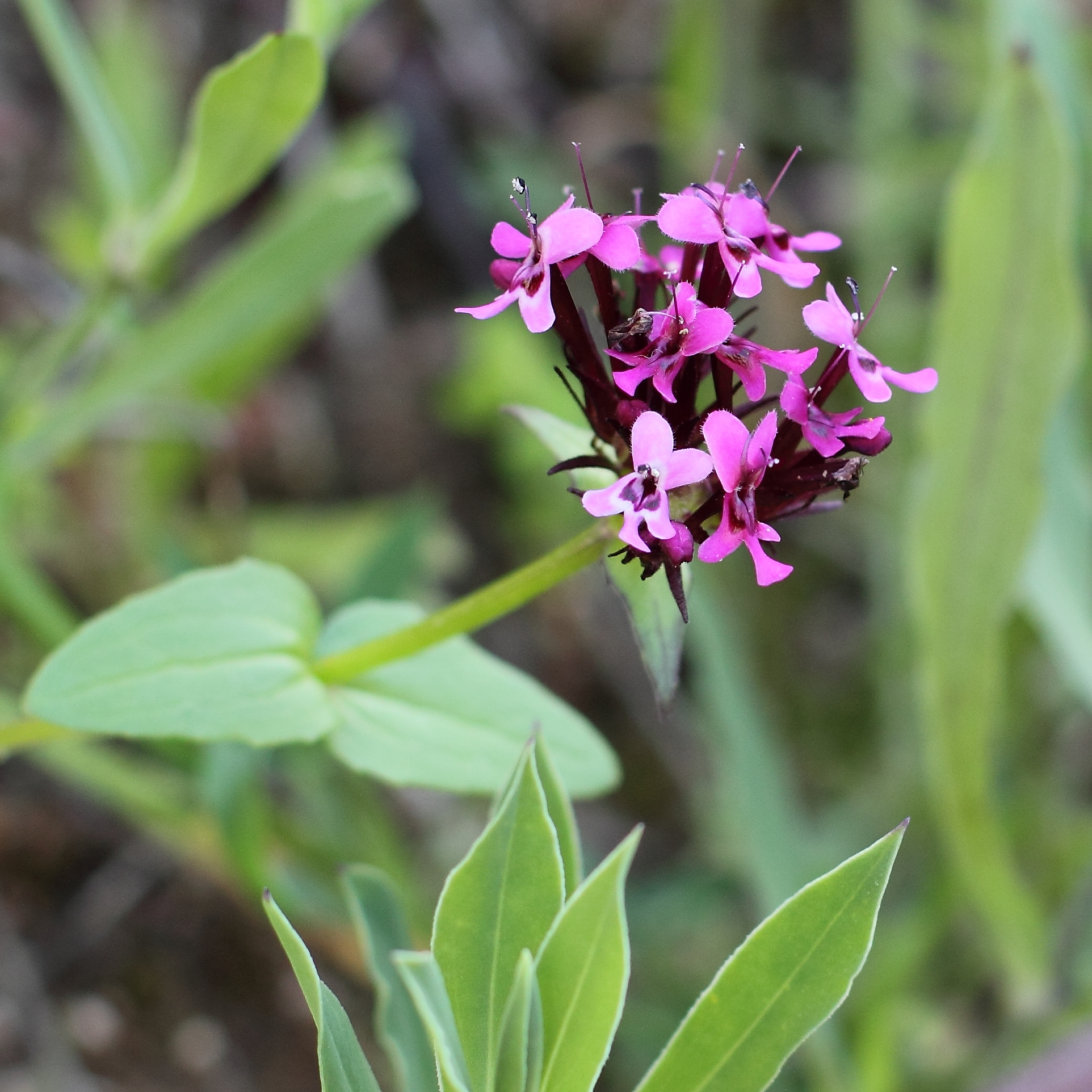